# حزب مترقی خلق کارگر
حزب مترقی زحمتکشان قبرس (Ανορθωτικό Κόμμα Εργαζόμενου Λαού) یک حزبی سیاسی کمونیست در قبرس است.
این حزب در سال ۱۹۲۶ تأسیس شد.
دبیرکل حزب دیمیتریس کریستۆفیاس است.
حزب Haravghi را منتشر می‌کند.
سازمان جوانان حزب EDON است.
در انتخابات مجلس ۲۰۰۶ حزب ۱۳۱ ۰۶۶ رای (۳۱٫۱٪، ۱۸ کرسی) دریافت کرد.
حزب ۲ کرسی در مجلس اروپا دارد.